# カレヴィ・イルマリ・キヴィニエミ

Kalevi Kiviniemi

カレヴィ・イルマリ・キヴィニエミ（芬: Kalevi Ilmari Kiviniemi、1958年7月30日 - 2024年4月3日）は、フィンランド・ヤラスヤルヴィ出身のフィンランド人オルガン奏者である。フィンランド国立音楽評議会はキヴィニエミを、オルガンの巨匠であり魔術師、また、即興のマスターと称した。キヴィニエミは フィンランド国外で最も著名で、定評のあるフィンランド人オルガン奏者である。彼は世界トップミュージシャンの間で、確かな地位を築いた。

## 来歴
1985年から2001年までフィンランド、ラハティ市の十字架教会にて首席オルガン奏者を務めた。同教会にて1991年から2001年にかけて、ラハティオルガンフェスティバルの芸術監督を担い、自らも、数十年に渡りオルガンリサイタルを開催している。
キヴィニエミは5歳の頃より父、パウリ・キヴィニエミの手ほどきにより、ヴァイオリンを始める。1977年、シベリウス音楽院の声楽科に入学。1983年、オルガン奏者、音楽教育者として卒業。オルガン奏法をエーロ・ヴァータネン、即興法をオッリ・リンヤマらに師事。学生時代、ドイツ、オランダ、フランスを旅し、ピエール・コシュロー、オリヴィエ・メシアン、ジャン・ラングレー、マリー＝クレール・アラン、トン・コープマン、ヴォルフガング・リュプザムらに多大なる影響を受けた。特にオランダではジャック・ヴァン・オールトメルセン、グスタフ・レオンハルトらに強く感銘を受けた。フィンランド国外においてキヴィニエミは、スウェーデン、デンマーク、ノルウェー、アイスランド、エストニア、イタリア、イギリス、ドイツ、フランス、オランダ、スイス、オーストリア、ロシア連邦、日本、オーストラリア、アメリカ合衆国、カナダ、ルクセンブルク、チェコ共和国、ポーランド、ハンガリー、ベルギー、スペイン、カナリア諸島、そしてフィリピンにて演奏経験を持つ。特に彼は今までに幾度となく、フランス、パリのノートルダム大聖堂、サン・シュルピス教会、サン・クロチルド教会にて演奏を重ねて来た。ノートルダム大聖堂での初演は2003年、サン・クロチルド教会に於いては2013年に初演。キヴィニエミは初のスカンジナヴィア出身のオルガン奏者としてサン・シュルピス教会スピリチュアルコンサートシリーズに参加。これまで、ドイツのゲヴァントハウス、日本の東京芸術劇場、大阪コンサートホール、札幌キタラコンサートホール、横浜みなとみらいホールを始めとする多くのコンサートホールにて、演奏してきた。
カレヴィ・キヴィニエミはソロ奏者、室内楽奏者として多くのリサイタルを開催。また、モスクワ室内管弦楽団、モスクワ・フィルハーモニー管弦楽団、ヘルシンキ・フィルハーモニー管弦楽団、ラハティ交響楽団などのオーケストラのソリストとして共演している。コンスタンチン・オルベリアン、パトリック・ガロワ、ジン・ワン、ユッカ＝ペッカ・サラステ、レイフ・セーゲルスタム、オスモ・ヴァンスカ、テーテル・リリエ、ペトリ・サカリ、ハンヌ・リントゥ、サントゥ＝マティアス・ロウヴァリ、ミック・ムドゥルヴェー、ヴィタウタス・ルコチウスら、多くの指揮者と共演を果たしている。キヴィニエミは今までリアナ・イサカーゼ、バーバラ・ヘンドリックス、オリヴィエ・ラトリー、ヴィセント・デュボア、ソイレ・イソコスキ、カリタ・マッティラ、ヨルマ・フンニネン、マッティ・サルミネン、ユハ・ウーシタロ、エサ・ルーットゥネン、ヨハンナ・ルサネン、ヴィッレ・ルサネン、カレヴィ・オッリ、アルト・ノラス、プル・ミッコラ、アーレ・リンドグレン、高島拓哉、ヨウコ・ハリヤンネ、ライモ・ニクライネン、マルック・クローンら多くの著名音楽家らともステージを共にしてきた。キヴィニエミは多くの国際コンクールの審査員を務めてきた（1996年ニュルンベルク、1998年カプリ、2001年シュパイヤー、2005年コルシェンブロイヒ、2013年セント・オールバンズ、2016年ストラスブール）。ドイツのルール大学ボーフム、アメリカのローレンス大学、そしてグスタフ・アドルフ大学、フィンランドのシベリウス音楽院など多くの大学でワークショップの講師を務める。
カレヴィ・キヴィニエミは現在も精力的に演奏活動を行う。2017年、ドイツのメルゼブルク大聖堂、同じくドイツのゲヴァントハウスにて、韓国ソウルの世宗文化会館にて、ロシア連邦のチャイコフスキーホール、ノルウェーのスタヴァンゲルコンサートホール、スウェーデンのストックホルム市庁舎にて演奏する。
2024年4月3日に1週間前の心臓発作による影響で死去。65歳没。

## 人物
フィンランド国立音楽評議会はキヴィニエミを『多芸多才で、独自性のあるクラシック音楽会のオルガン奏者である』と称した。彼はフランスオルガン音楽の第一人者である。だが同時に、彼は現代音楽に至るまで、様々な年代やスタイルにとても独創的な才能を多方面で発揮している。また彼の即興演奏の才能は特筆に値する。この上、彼はワーグナー、リスト、フランク、ラフマニノフそしてスクリャービンらの多くの楽曲をオルガン用へ編曲し演奏するという巧みな技術をも持ち合わせる。キヴィニエミは想定された限界を取り払い、オルガン芸術可能性を広げ続けている。彼は若い聴衆の為に多くの公演をフィンランド人ヴィルトゥオーゾギター奏者、マルツィ・ニューマンと共にステージを共にしている。

## 実績
160にも上る録音により多くの聴衆を魅了してきた。キヴィニエミはジャン・シベリウスのオルガン曲全曲を録音した世界で唯一のオルガン奏者である。Sibelius Complete Organ Works (Fuga 1982, 2004)をはじめ、オルガン曲にとどまらず多くのベリウス楽曲の録音を発表している。その中にはシベリウスが残した、オリジナルの原稿を元に録音したものもある。彼はこれまでにアメリカ、日本、フィリピン、オーストラリア、イタリア、フランス、スイス、ドイツなど世界中の歴史的なオルガンで録音を果たした。キヴィニエミはWarner Finland、Warner Japan、Warner Italy、Alba、Fuga、MILS、Motette Ursina、Griolaなどのレコードレーベルで活動している。その中で特筆するべき録音は、フランス・ルーアンでのCésar Franck Organ Works (OrganEra), とCaveillé-Collであろう。ジョン・ミラーはキヴィニエミのフランクの録音について次のように述べている。『私はこう思う。キヴィニエミのシングルSACDディスクは最高の演奏であり、最高の録音である』。キヴィニエミの演奏の模様は幾度となく世界へ配信されている。その中でもNDP2000に於いてオリヴィエ・ラトリーとの共演は言及するに値するだろう。オルガン奏者キヴィニエミを題材に2001年にフィンランドでUrkutultaというドキュメンタリーが作られた。
彼はこれまでに録音に対し、2つのゴールドレコード賞、そしてプラチナ賞を2000年に受賞。イギリスのオルガン専門雑誌では今年の一番の即興演奏アルバムだと称した。フィンランドのオルガン楽曲を収めたアルバムVisionsは2009年のベストソロアルバム対して贈られるヤンネ賞を受賞。アルバムLakeuden Ristin urutは、2009年のベストアルバムに、またベストレコーディング賞を MusicWeb Internationalより受賞。
1991年、Director Musicesの称号を受賞。1997年、プロ・アルテ・タヴァスティカ賞を受賞。公益財団法人武蔵野文化事業団はカミラ・ニュールンドと共にカレヴィ・キヴィニエミを1998年度の最優秀音楽家と称した。キヴィニエミはフィンランドを代表するミュージシャンとして認知されるようになった。1999年、ラハティ市より、文化賞を受賞。フィンランド・ラハティ市の文化をサポートするラハティ協会は彼を2000年を代表する音楽家と称した。2003年、ラハティにて開催されるシベリウスフェスティバルにて、指揮者オスモ・ヴァンスカよりLuonnotar賞を受賞された。2004年にはフィンランドで最もフィンランドのオルガン界へ貢献したとしてオルガヌム協会賞を受賞された。2009年、キヴィニエミはフィンランドで最も名誉ある国家賞をオルガンアーチストとして受賞。2012年、シャブリエOCM名誉称号を受賞。2014年、キヴィニエミはプロ・カルチューラ・タヴァスティカメダルを受賞。

## 録音

Kalevi Kiviniemi3

カレヴィ・キヴィニエミは160枚ものアルバムを録音した。
- Suomen suurimmat urut (1989年)　キヴィニエミ初のアルバム
- Bach Organ Work (1991年), DMX
- Organ Era Series: 
  - Renaissance-Tänze (2001年) , Organ Era 1. FUGA 9140 歴史的ルネッサンス時代のオルガン使用、シュマルカルデン シュロス教会、ドイツ
  - Bamboo (2003年) , Organ Era 2. FUGA 9161 歴史的竹オルガン使用、ラスピウニャス、マニラ、フィリピン
  - Heroic Song (2003年) , Organ Era 3. FUGA 9163  ラプア大聖堂のオルガン使用、フィンランド
  - Angel Dream (2003年) , Organ Era 4. FUGA 9164  ラプア大聖堂のオルガン使用、フィンランド
  - Waltzing Matilda (2003年), Organ Era 5. FUGA 9196 グランドコンサートオルガン使用、メルボルン市庁舎、オーストラリア
  - Serassi (2004年), Organ Era 6. FUGA 9183  サンビアジョの歴史的オルガン使用、カプリーノ・ベルガマスコ、イタリア
  - Sibelius (2004年), Organ Era 7. FUGA 9182  ヴィンタートゥール市教会、スイス
  - Canonnade (2005年), Organ Era 8. FUGA 9205  歴史的ホルツェイオルガン使用、ネレスハイム修道院、ドイツ
  - Bombarde (2005年), Organ Era 9. FUGA 9207 (キヴィニエミの100枚目のアルバム) 聖マテウス教会、シュトゥットガルト、ドイツ
  - Liszt (2006年), Organ Era 10. FUGA 9214  歴史的ザイフェルトオルガン使用、聖マリア教会 、ケーヴェラアー、ドイツ
  - Wurlitzer (2006年), Organ Era 11. FUGA 9217 ワーリッツァーパイプオルガン使用、サンフィリッポヴィクトリアパレス、バーリントンヒルズ, アメリカ合衆国イリノイ州
  - Jehan Alain (2006年), Organ Era 12. FUGA 9219  十字架教会のオルガン使用、ラハティ、フィンランド
  - César Franck (2009年) , Organ Era 13. FUGA 9281  パッシェンオルガン使用、 セントラルポリ教会、フィンランド
  - Cavaillé-Coll, Paris (2009年) , Organ Era 14. FUGA  歴史的カヴァイエ=コル製オルガン使用、サントゥアン教会、ルーアン、フランス
  - Rédemption (2011年) , Organ Era 15. FUGA  デュドランジュ、ルクセンブルク
  - The Cliburn Organ (2015年) , Organ Era 16. FUGA  リルディア・ビー・クライバーン特注カサヴァン製オルガン使用, ブロードウェイバプテスト教会、フォートワース、テキサス、アメリカ合衆国
  - Finlandia (2016年) , Organ Era 18. FUGA タンペレ大聖堂、フィンランド
  - Stockwerk (2016年) , Organ Era 19. FUGA　ハーダー・ヴェルクマンオルガン使用、グレーベンツェル、ドイツ
  - Sion (2017年) , Organ Era 17. FUGA 現存する演奏可能な世界最古のオルガン使用、シオンバレー、スイス
- Liszt Music for Organ (1995年) , MILS
- Wagner  (2001年), MILS
- Chicago Concert (1999年) , Motette-Ursina
- Poulenc Organ Concerto (1995年) , モスクワ室内オーケストラ、指揮コンスタンチン・オルベリアン
- Visions (2000年), Warner
- Improvisations (1999年), LOF
- Psalms (2016年) , FUGA, Kalevi Olli, baritone, Kalevi Kiviniemi, organ, Jussi Peltonen, cello
- The Battle – Organ music from the Gothic period, Renaissance and early Baroque, Finlandia

## 作曲作品

Kalevi Ilmari Kiviniemi

- Sarja uruille (1977年)　第一位、スアンジナビア作曲コンクール
- Suite francaise (1991年)
- Visions for dancers and organ (1998年)　フィンランド、ラハティ国際オルガンフェスティバルにて初演
- Poème (1999年)　ドイツのバート・ホンブルク・フォア・デア・ヘーエ、フガートオルガンフェスティバルにて初演
- Mosaique (2002年)　ドイツ、ボンの聖ヨゼフ大聖堂にて初演
- Piéce (2002年)　フランス、パリ、ノートルダム大聖堂にて初演
- Intermezzo (2005年)
- Revontulet (2005年)
- Fantasy ”Suomalainen rukous” (2008年)
- Étude pour les Pédales ”Noë”  (2009年)
- De Profundis, 東日本大震災復興を願って(2011年)
- Suite (Le Feu, Le Ciel, La Mosaique brisée) (2011年)
- Fantasy “Dragon Fire” for harp and organ (2012年)
- Poem 'Broken Soul' (parts Introduction, Consolation, Broken Soul) (2015年)